# 이명주 (축구 선수)
이명주 (李明周, 1990년 4월 24일 ~ )는 대한민국의 축구 선수로 현재 인천 유나이티드에서 중앙 미드필더로 활약하고 있다.

## 클럽 경력

### 포항 스틸러스
포항 스틸러스의 산하 유소년 팀인 포항제철중학교와 포항제철공업고등학교를 거쳐, 2009 K리그 드래프트에서 포항 스틸러스에 우선 지명 받은 뒤 영남대학교에 진학하였고, 2012년 포항 스틸러스에 입단하였다.
2012년 4월 8일 성남 일화와의 경기에 출전하며 데뷔전을 치른 이명주는 이 경기에서 어시스트를 기록하며 데뷔 경기에서 강한 임팩트를 남겼다. 시즌 초 상무에 입대했던 김재성의 공백을 메울 대안으로 떠오른 이명주는 신인임에도 침착하고 센스 넘치는 패스 플레이와 공격적인 플레이 등으로 황선홍 감독의 눈에 들어 비교적 빨리 주전 자리를 차지하게 되었으며, 2012년 6월 23일 제주 유나이티드와의 원정 경기에서 후반 38분 중거리슛으로 결승골이자 본인의 K리그 데뷔골을 터뜨렸다.
이후로도 6월 27일 울산전과 7월 1일 수원전에서 1도움씩을 기록했고 팀의 FA컵 2012 우승에도 일조했지만 7월 1일 이후로 공격 포인트가 없어 "출장 수로만 신인왕 후보"이라는 비아냥을 받다가 10월 28일 경남 FC와의 원정 경기에서 후반 38분 중거리슛으로 골을 기록했고 신인 선수로는 처음으로 K리그 주간 베스트 11 MVP에 올랐다. 이 경기 이후 11월 17일 전북전 1골, 11월 25일 경남전 1골 1도움, 11월 29일 서울전 2도움, 12월 2일 수원전 1골을 터뜨리며 신인왕 후보로 거론된 선수들 중 가장 많은 5골 6도움 11개의 공격 포인트를 쌓았다. 이명주는 12월 3일 K리그 대상 시상식에서 광주 FC의 이한샘, 전남 드래곤즈의 박선용을 압도적인 표 차이로 제치고 신인 선수상을 받았다.
2013년에는 시즌 내내 에이스로 활약하며 포항이 국내 최초로 더블, 즉, K리그 클래식 우승과 FA컵 우승을 이루어내는 데 크게 공헌하였다. 이러한 활약을 인정 받아 프로 데뷔 2년차에 연말 시상식에서 MVP 후보에 올랐으나 아쉽게 수상을 놓쳤고, 그 해 K리그 클래식 베스트 11 미드필더 부문에 선정되었다.
2014 시즌 2라운드 부산과의 경기에서 시즌 첫 골을 기록하였으며, 이부터 12라운드 전남과의 경기에서 1골 2도움을 기록할 때까지 총 10경기 연속 공격 포인트(5골 9도움)를 기록하며 리그 신기록의 위업을 달성하였다.

### 알아인 FC
2014년 6월 9일, 포항은 기자회견을 통해 이명주의 알아인 이적을 발표하였다. 이적료는 공개되지 않았지만 언론은 그의 이적료와 연봉을 합쳐 총 95억 원 정도 규모로 추정하고 있다. 등번호는 포항에서의 번호인 29번을 선택했다. 7월 '알아인 인터내셔널 친선대회'에서 두 경기 연속 어시스트를 기록하며 팀의 우승에 기여하였다. 또한 9월 30일 열린 AFC 챔피언스리그 4강 2차전에 알힐랄과의 경기에서 전반 10분 선제골을 기록하며 팀의 승리를 이끌었으나, 1, 2차전 합계 2:4로 결승 진출에는 실패하였다. 한편 정규리그에서는 12월에 열린 10, 11라운드에서 두 경기 연속 어시스트를 기록하였으며, 13라운드 샤르자와의 경기에서는 정규리그 첫 골을 성공시켰다. 아시안컵 이후 복귀한 14라운드 알샤바브와의 경기에서도 골을 기록하였다. 이후 주전으로 활약하며 알아인의 UAE 아라비안 걸프 리그 2014-15시즌 우승에 크게 기여하였다.
2015-16 시즌에도 주전으로 활약하며 UAE 아라비안 걸프 리그 준우승에 공헌하였다. 또한 UAE 프레지던트컵에서는 4강전 결승골을 넣으며 팀의 결승 진출을 이끌었으나, 알아인은 결승까지 연이어 연장 혈투를 거친 데다가 ACL 참가로 인한 선수들의 피로 누적이 겹치며 아쉽게 준우승에 머물러야 했다.

### FC 서울
알아인 FC와 계약만료후 군 문제로 국내 복귀를 추진중이었다. 많은 팀들에서 오퍼가 왔으나 최종적으로 친정팀인 포항스틸러스와 황선홍 감독의 FC 서울이 경쟁 하였다. 2017년 6월 19일 FC 서울로의 이적이 공식 발표 되었으며 계약기간은 6개월이다.

### 알와흐다 FC
2020시즌을 앞두고 알와흐다 FC에 입단하며 아랍에미리트 무대에 복귀했다.

### 인천 유나이티드 FC
2022시즌을 앞두고, 인천 유나이티드 이적을 통해 K리그로 복귀하였다.

## 국가대표팀 경력

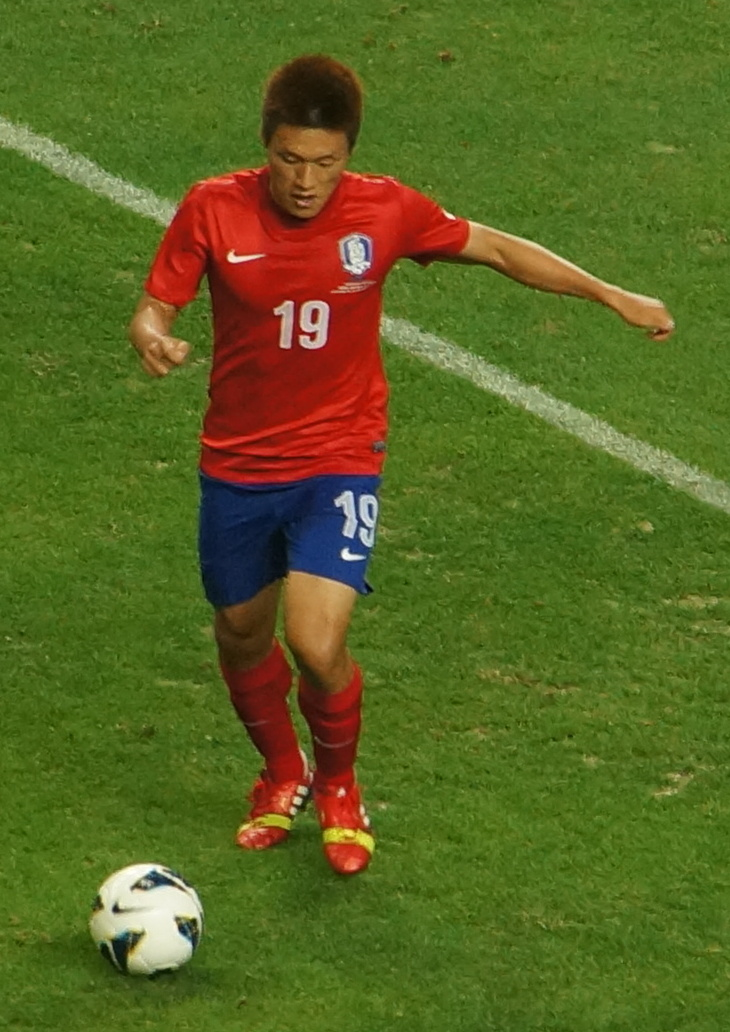
2013년

2013년 6월 11일 서울월드컵경기장에서 열린 우즈베키스탄과의 2014년 FIFA 월드컵 아시아 지역 최종 예선 경기에서 선발 출장하며 국가대표팀 데뷔전을 가졌다. 데뷔전에서 MOM(Man Of the Match)에 선정되었다.
홍명보 감독 하의 대표팀에서도 초반 꾸준히 승선했으나 2014년 FIFA 월드컵 최종 명단에는 탈락하였다. 2014년 9월 5일 부천종합운동장에서 열린 베네수엘라와의 친선경기에서 선발 출장하여 0-1로 뒤지고 있던 전반 33분 각도가 없는 상황에서 감아차기를 시도하여 A매치 데뷔골을 터뜨렸다. 이어 후반 17분 상대 진영에서 수비의 공을 가로채 곧바로 크로스를 올려 이동국의 쐐기골에 기여를 했다.
2014년 12월 22일 발표된 2015 AFC 아시안컵 최종 명단에 포함되었다.이후 인연이 없다가 2017년 5월 22일 재승선 되었다

## 수상
포항 스틸러스
- K리그 클래식 : 우승 (2013)
- FA컵 : 우승 (2012, 2013)

 알아인
- UAE 아라비안 걸프 리그 : 우승 (2014-15)
- UAE 프레지던트컵 : 준우승 (2015-16)
- AFC 챔피언스리그 : 준우승 (2016)

 아산 무궁화
- K리그2 : 우승 (2018)

 대한민국
- AFC 아시안컵 : 준우승 (2015)
- EAFF E-1 풋볼 챔피언십 : 우승 (2017)

개인
- 2012년 K리그 신인상
- 2013년 K리그 베스트 11 미드필더 부문

## 참고 자료
- 이명주, “대표팀 못 가는 이유, 제가 가장 잘 알죠